# 王店孜乡
王店孜乡，是中华人民共和国安徽省阜阳市阜南县下辖的一个乡镇级行政单位。

## 行政区划
王店孜乡下辖以下地区：
刘郢村、周集村、二郎村、曹庄村、王店村、石寨村、高庄村、李寨村、王寨村、五岳村和高寨村。